# Miedziowanie
Miedziowanie – metoda pokrywania przedmiotów metalowych warstwą miedzi.

## Miedziowanie chemiczne
Proces miedziowania wykorzystywany do celów dekoracyjnych. W tym typie miedziowania nie wykorzystuje się zewnętrznych źródeł prądu.

### Miedziowanie przez wymianę
Zachodzące reakcje polegają na wypieraniu metali szlachetniejszych przez metale mniej szlachetne. Pokrycie powłoką miedzianą przedmiotu żelaznego lub stalowego zachodzi po zanurzeniu go w ok. 3% roztworze siarczanu miedzi(II) (CuSO
4) zakwaszonym kwasem siarkowym, c ≈ 0,5–1%. Tworzy się wówczas cienka powłoka (0,02–0,2 µm), która zapobiega dalszej reakcji.
Przed procesem miedziowania przedmiot powinien być dokładnie oczyszczony. Kąpiel wykonuje się w temperaturze otoczenia, najlepiej w 15–20 °C, z energicznym mieszaniem. Czas trwania kąpieli nie powinien przekraczać 5 minut, gdyż zbyt długa kąpiel powoduje nadtrawienie przedmiotu lub odwarstwienie powłoki. Po miedziowaniu należy przemyć go roztworem wodorotlenku sodu lub węglanu sodu w celu zobojętnienia resztek kwaśnej kąpieli i wypłukać.

### Miedziowanie kontaktowe
Do wykonania miedziowania zdobniczego można także wykorzystać roztwory miedziujące – kwaśne lub zasadowe – zawierające kompleksowe związki miedzi. Przykładowo, roztwór taki może być sporządzony z siarczanu miedzi(II), amoniaku i kwasu winowego.
Tego typu roztwór można zastosować do procesu bębnowego, w którym przedmiot miedziowany umieszcza się w wolnoobrotowym bębnie z trocinami nasączonymi roztworem miedziującym. Zaletą tego procesu jest jednoczesne miedziowanie z polerowaniem przedmiotu.

### Miedziowane katalityczne
Miedziowanie katalityczne pozwala na nałożenie metalu na powierzchnie niemetaliczne (dielektryki, plastik). Odbywa się ono przez napylenie na powierzchnię niemetaliczną dwóch roztworów wytwarzające redukcję miedzi na aktywowanym przedmiocie.
Aktywowanie może odbyć się np. w roztworze soli palladu o składzie:
- chlorek palladu(II) 0,2 g/l
- stęż. kwas solny 10 ml/l

Aktywowany obiekt należy oczyścić za pomocą bieżącej wody. Po oczyszczeniu jest on już gotowy do wykonania miedziowania katalitycznego. Należy przygotować dwa roztwory:
Roztwór 1:
- siarczan miedzi(II) pięciowodny 35 g/l
- stęż. kwas siarkowy 50 ml/l

Roztwór 2:
- jednowodny fosfinian sodu, NaPH
2O
2·H
2O 50 g/l

Roztwory nakładane są na powierzchnię przedmiotu przez dwie niezależne dysze, przy zachowaniu proporcji: dwie części objętościowe roztworu 1 na jedną część roztworu 2. Proces wykonuje się w temperaturze 80 °C.
Miedziowanie katalityczne można także wykonywać w kąpielach bez konieczności zachowania wysokiej temperatury lub z użyciem natrysku. W takim wypadku roztwory są następujące:
Roztwór 1:
- woda destylowana 1 l
- siarczan miedzi(II) pięciowodny 35 g/l
- winian sodowo-potasowy 170 g/l
- wodorotlenek sodu 50 g/l

 
Roztwór 2:
- formaldehyd (roztwór 40%)

Proporcja jest następująca: pięć części objętościowych roztworu 1 na jedną roztworu 2. Obiekt zanurza się w kąpieli na czas 15–30 minut. W przypadku powierzchni wrażliwych kąpiel można rozcieńczać wodą destylowaną (1:1, 1:3).
Kąpiele te wykazują jednak niską stabilność.

## Galwanizacja
Galwanizacja wykorzystuje zjawisko elektrolizy przy pokrywaniu innego metalu miedzią. Proces ten polega na wymuszeniu ruchu jonów miedzi (Cu2+
) przez prąd, gdzie anoda (źródło miedzi) i katoda (miejsce odkładania się miedzi) są punktami migracji. W tej metodzie stosuje się głównie kąpiele kwaśne, które gwarantują trwałość efektu, jednakże w tym rodzaju kąpieli nie wykonuje się bezpośrednio miedziowania przedmiotów stalowych i żelaznych. Takie obiekty miedziuje się pośrednio, a więc najpierw z użyciem kąpieli cyjankowej.
Skład roztworu do kąpieli kwaśnej:
200 g krystalicznego siarczanu miedzi(II) pięciowodnego
25 ml stęż. kwasu siarkowego
Anodę wprowadza się bezpośrednio do roztworu, katodę do przedmiotu miedziowanego. Anoda powinna być oczyszczona przez nadtrawienie 8% kwasem azotowym. Proporcje zastosowanego prądu, to: gęstość 1–2 A/dm2; napięcie 2–3 V. Proces wykonuje się w temperaturze 18–20 °C przy ciągłym mieszaniu. Miedziowanie godzinne powoduje utworzenie powłoki o grubości 30 µm. Wymagana jest stała kontrola miedziowanej powłoki poprzez dostosowywanie, w razie potrzeby, natężenia prądu.
Po wykonaniu kąpieli przedmiot należy oczyścić przez płukanie pod bieżącą wodą, a następnie osuszyć (trociny) i poddać pasywacji (pokrycie olejem). W przypadku wykonywania dalszych procesów obróbki pasywacja jest zbędna.